# Teatro Fênix
O Teatro Fênix foi um teatro brasileiro localizado no bairro Jardim Botânico, no Rio de Janeiro. Ficava na Avenida Lineu de Paula Machado, 1000, esquina com a Rua Saturnino de Brito, 74. Ficou conhecido por ter sido usado por produções da Rede Globo de 1971 até 1999.

## História
Suas origens remetem ao século XIX. Foi inaugurado em 14 de outubro de 1886, inicialmente com o nome de "El Dorado", sendo considerado um teatro de primeira categoria depois do Municipal. Em 1906, Eduardo Palassin Guinle comprou o imóvel, que era localizado na Rua Almirante Barroso, esquina com a Rua México, no Centro do Rio de Janeiro. Na escritura, o comprador se comprometia a construir um novo Teatro Fênix, com capacidade para mil pessoas.
O teatro acabou demolido em 1958. Na época, o terreno pertencia a Eduardo Paula Machado, Lineu de Paula Machado e Cândido Guinle. Então, os proprietários construíram um novo prédio, onde pensava-se que seria sediado o novo "Fênix", o que acabou não acontecendo. Isso desrespeitava a lei 688, de 31 de dezembro de 1951, que obrigava os edifícios com mais de dez andares construídos na chamada "zona teatral" de ter ao menos uma casa com 500 espectadores. A Casa dos Artistas, em 1969, chegou a ir na Justiça em defesa do Fênix na Rua Almirante Barroso por causa da desobediência às leis que buscavam preservar a vida teatral da cidade. Os proprietários haviam construído uma nova casa na região da Lagoa Rodrigo de Freitas, o que, segundo eles, desobrigavam a colocar um teatro no Centro. O local, contudo, jamais chegou a funcionar como um teatro.
Em 1971, um incêndio atingiu um auditório da TV Globo. A emissora passou a abrigar suas produções no Teatro Fênix como, por exemplo, os programas do Chacrinha. Em seus primeiros anos sob a direção da Globo, recebeu as edições do Concertos para a Juventude, incluindo concursos feitos em parceria com a Rádio MEC. Recebeu a primeira edição do Roberto Carlos Especial, o tradicional show de fim de ano do cantor Roberto Carlos.
Na década de 1980, recebeu o retorno de Chacrinha à emissora, além dos programas apresentados por Xuxa e Fausto Silva. Também foi palco de atrações como o Globo de Ouro, especial Plunct, Plact, Zuuum, o festival MPB-80, o musical Chico & Caetano, entre outros 
A movimentação nos arredores do Teatro Fênix tornou-se alvo de reclamações constantes dos moradores do Jardim Botânico. O jornalista Zózimo Barrozo do Amaral costumava criticar em suas colunas o fechamento de vias, o barulho e a sujeira vindos do local. Moradores do edifício Yucas, próximo ao teatro, chegaram a solicitar ao então prefeito Marcello Alencar a cassação ou a suspensão do alvará concedido à TV Globo para a utilização do Fênix.
Em 1996, a Globo chegou a anunciar a transferência do Domingão do Faustão para São Paulo e a mudança dos programas que ainda eram gravados no Fênix para o recém-construído Projac, em Curicica. A mudança definitiva dos programas de auditório para o Projac só viria a acontecer em 1999. O local onde ficava o teatro foi vendido em 2001 para o Banco Gulfinvest. Desde então, passou a receber o condomínio Lagoa Stylus.
Uma estátua do apresentador Chacrinha foi inaugurada em 2011 nas proximidades de onde ficava o Teatro Fênix, no Jardim Botânico.

## Programas gravados
- A Festa é Nossa (1983)
- Angel Mix (1996-1999)
- Bobeou Dançou (1989)
- Cassino do Chacrinha (1982-1988)
- Chico Total (1996)
- Cometa Loucura (1983)
- Criança Esperança (1986, 1988, 1990, 1991)
- Domingão do Faustão (1989-1999)[21]
- Geração 80 (1981)[25]
- Globo de Ouro (1975-1990)
- Especial Legião-Paralamas (1988)
- Os Trapalhões (1982-1993 e 1995)
- Paradão da Xuxa (1992)
- Planeta Xuxa (1997-1999)
- Radical Chic (1993)
- Show do Mallandro (1992-1993)
- Viva o Gordo (1981-1987)
- Xou da Xuxa (1986-1992)
- Xuxa (1993)
- Xuxa Hits (1995-1996)
- Xuxa Park (1994-1999)